# Wolf Bergelt

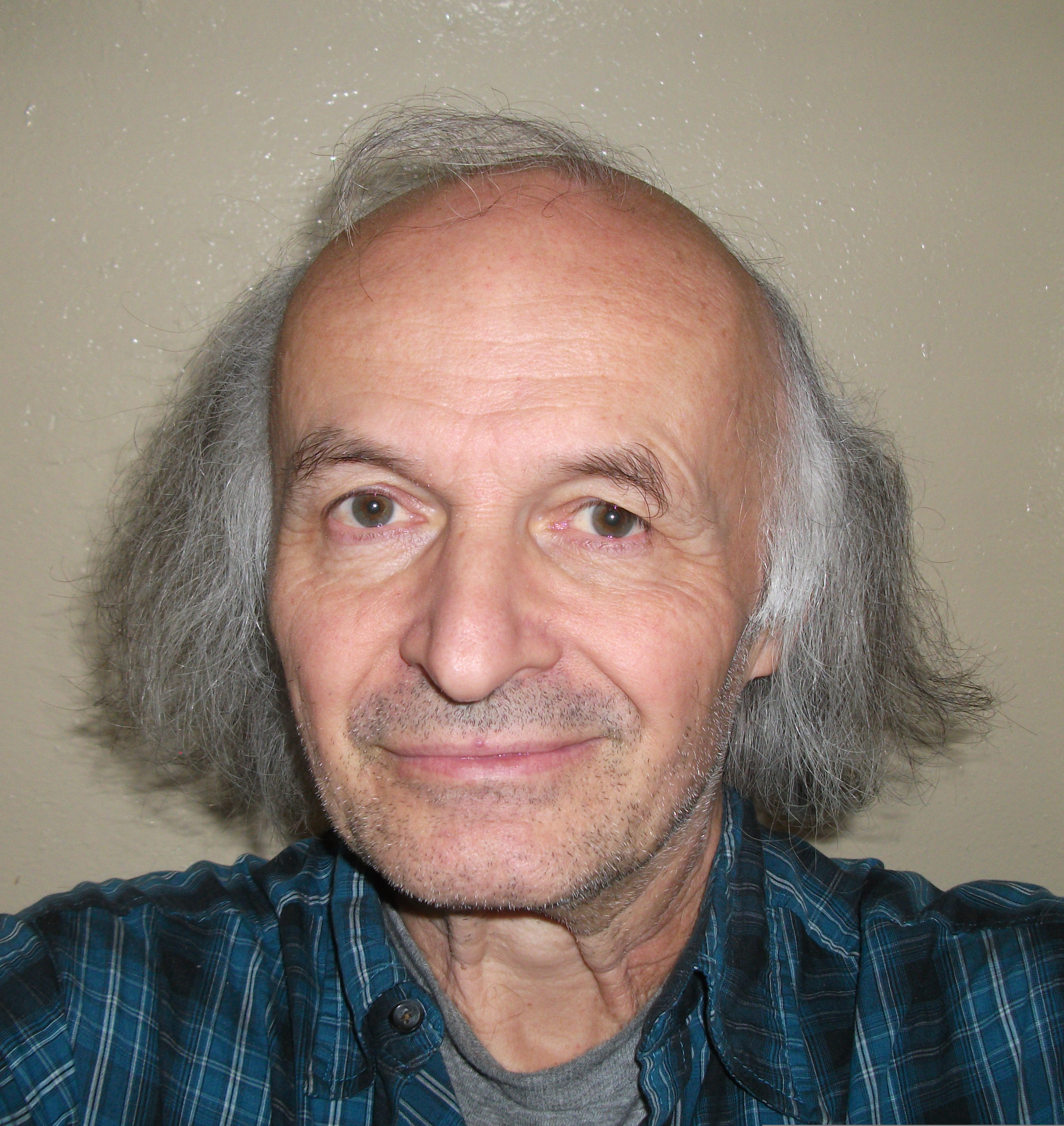
Wolf Bergelt, 2019

Wolf Bergelt (* 4. Oktober 1951 in Oederan) ist ein deutscher Autor, Organist und Orgelforscher.

## Biographie
Ersten Orgelunterricht erhielt Bergelt bei Horst Schröter an der Silbermann-Orgel der Stadtkirche Oederan bis zu seinem Kirchenmusikstudium in Dresden. Seine Wehrdienstpflicht absolvierte er als Sänger im Erich-Weinert-Ensemble Berlin. Danach betätigte er sich als Musikredakteur, während er sein Kirchenmusikstudium in Halle (Saale) fortsetzte, wobei er sich u. a. mit musikhistorischen, musikpsychologischen und instrumentenkundlichen Fragen auseinandersetzte. Von 1975 bis 1980 war er als Kantor und Organist in Berlin und Prenzlau tätig. In jene Zeit fällt seine erste Beschäftigung mit dem bis dahin kaum erschlossenen Orgelerbe der Mark Brandenburg.

## Wirken
Wolf Bergelt ist seit 1979 mit der Inventarisierung und systematischen historiografischen Erschließung der „Orgellandschaft Brandenburg“ befasst, die er von Prenzlau aus als Kreiskirchenmusiker der Uckermark in Angriff nahm. Seitdem veröffentlichte er zahlreiche Publikationen zur Orgelbaugeschichte Preußens und dessen Kernland Brandenburg (s. u.). Im Rahmen dieser Arbeit publizierte er von 1983 bis 1987 regelmäßig in der traditionsreichen Instrumentenbau-Zeitschrift (IbZ) Musik international. 1989 erschien sein erster entwicklungsgeschichtlicher Querschnitt Die Mark Brandenburg – eine wiederentdeckte Orgellandschaft, der später in dem Werk Orgelreisen durch die Mark Brandenburg eine erhebliche Erweiterung erfuhr. Im selben Jahr (2005) rief er das auf 15 Bände (jetzt als digitales Komplettinventar) konzipierte Nachschlagewerk Orgelhandbuch Brandenburg und 2009 die Edition Dokumente der Orgelwelt ins Leben.
2012 erschien sein Opus magnum Joachim Wagner – Orgelmacher, womit eine erste umfassende Gesamtdarstellung von Leben und Werk der Zentralgestalt des preußischen Orgelbaus und kongenialen Zeitgenossen von Gottfried Silbermann und Arp Schnitger vorliegt. In dieser Arbeit erweiterte Bergelt die Lebensgeschichte, die Werkliste sowie die Werkgeschichten der Orgeln von Joachim Wagner und somit das Gesamtbild seines Lebens und Schaffens um essenzielle neue Erkenntnisse. Das Werk fand in der nationalen als auch internationalen Orgel-Fachpresse und darüber hinaus hohe Wertschätzung. Die Fortsetzungsreihe Wagner-Geist im Orgelbau der Schüler hat die extensive Darstellung einzelner Werkgeschichten aus Wagners Schülerkreis zum Ziel.
In der Reihe Dokumente der Orgelwelt tritt Bergelt vorwiegend als Herausgeber auf, wo er – wie in Band 12 – Kommentare beisteuert, aber auch als Autor fungiert. Die Auswahl der Themen konzentriert sich auf seltenes, z. T. wieder entdecktes oder auch gefährdetes Quellengut von besonderer kulturhistorischer Bedeutung und wissenschaftlicher Relevanz. Insofern stellt die Reihe auch eine Form der Quellenpflege und Bewahrung dar.
Neben seiner wissenschaftlichen Arbeit ist Bergelt auch als Künstler aktiv, wobei u. a. das Kinderhörbuch Die klingende Königin, die Aphorismensammlung Herzgeist, und die Toccata à la harmonica, eine kompositorische Hommage an die Pariser Straßenmusiker entstand.

## Publikationen (Auswahl)

### Autor
- Die Mark Brandenburg. Eine wiederentdeckte Orgellandschaft. Pape, Berlin 1989, ISBN 3-921140-32-3.
- Dein tief betrübter Papa. Ein Beitrag zur Buchholz-Forschung. Freimut und Selbst, Berlin 1996, ISBN 3-9805293-0-4.
- Die klingende Königin. Eine poesievolle Traumreise zur Orgel. Kinderhörbuch. Freimut & Selbst, Berlin 2002, ISBN 3-9805293-3-9.
- Orgelreisen durch die Mark Brandenburg. Freimut & Selbst, Berlin 2005, ISBN 3-7431-5217-7.
- Joachim Wagner (1690–1749). Orgelmacher. Schnell & Steiner, Regensburg 2012, ISBN 978-3-7954-2562-3.
- Wagner-Geist im Orgelbau der Schüler. Band 1: Stettin – St. Marien. Freimut & Selbst, Berlin 2014, ISBN 978-3-7375-5209-7.
- Wagner-Geist im Orgelbau der Schüler. Band 2: Stettin – St. Nikolai. Freimut & Selbst, Berlin 2014, ISBN 978-3-7375-0245-0.
- Wagner-Geist im Orgelbau der Schüler. Band 3: Stettin – Schlosskirche. Freimut & Selbst, Berlin 2017, ISBN 978-3-7450-6810-8.

### Herausgeber
- Dokumente der Orgelwelt
  - Der Fall Storkow. Ein Beitrag zur Joachim Wagner-Forschung. Band 1. Freimut & Selbst, Berlin 2010, ISBN 978-3-7375-9529-2 (Komplettdokumentation).
  - Johann Friedrich Walther: Die in der Königl. Garnison-Kirche zu Berlin befindliche Neue Orgel. Ein Beitrag zur Joachim Wagner-Forschung. Band 2. Freimut & Selbst, Berlin 2014, ISBN 978-3-8442-8366-2 (Faksimile der Quelle von 1727).
  - Philipp Wilhelm Stärck: Organi Wrizensis. Ein Beitrag zur Joachim-Wagner-Forschung. Band 3. Freimut & Selbst, Berlin 2013, ISBN 978-3-8442-8367-9 (Faksimile der Quelle von 1729).
  - Friedrich Giese: Pommersche Orgeln des 17. Jahrhunderts. Ein Beitrag zur Orgelbaugeschichte. Band 4. Freimut & Selbst, Berlin 2012, ISBN 978-3-7375-9572-8.
  - Tobias Kraßke: Frankfurter Orgelschriften. Ein Beitrag zur Matthias Schurig-Forschung. Band 5. Freimut & Selbst, Berlin 2010, ISBN 978-3-7375-9540-7.
  - Preußischer Orgelbau – Patente. Ein Beitrag zur preußischen Orgelbaugeschichte. Band 6. Freimut & Selbst, Berlin 2012, ISBN 978-3-7375-9564-3.
  - Der Fall Hohenofen. Ein Beitrag zur Marx-Schinkel-Forschung. Band 7. Freimut & Selbst, Berlin 2016, ISBN 978-3-7375-9571-1 (Komplettdokumentation).
  - Sammlung einiger Nachrichten von berühmten Orgel-Wercken in Teutschland. Band 8. Freimut & Selbst, Berlin 2014, ISBN 978-3-8442-8368-6.
  - Matthäus Hertel: Orgelschlüssel. Co-Herausgeber Wolfgang J. Brylla. Band 9. Freimut & Selbst, Berlin 2018, ISBN 978-3-7467-9477-8.
  - Carl August Haupt: Dispositionen. Ein Sammelwerk der Orgelgeschichte. Band 10. Freimut & Selbst. Berlin 2016, ISBN 978-3-7375-9938-2.
  - Hermann Mund: Orgeldispositionen Band C. Sammlung Dispositionen. Band 11. Freimut & Selbst, Berlin 2014, ISBN 978-3-8442-8694-6.
  - Die ehemalige Scherer-Orgel in Bernau. Eine historiografische Dokumentation. Band 12. Freimut & Selbst, Berlin 2016, ISBN 978-3-7418-5316-6.

- Orgelhandbuch Brandenburg (Initiator, Gesamtbetreuung und Autor der lexikalischen Teile: Wolf Bergelt)
  - Hannes Ludwig: Uckermark. Westteil. Band 1. Freimut und Selbst, Berlin 2005, ISBN 3-9805293-7-1.
  - Hannes Ludwig: Uckermark. Ostteil. Band 2. Freimut und Selbst, Berlin 2008, ISBN 978-3-937378-14-5.
  - Karl Richter: Barnim. Band 3. Freimut & Selbst, Berlin 2014, ISBN 978-3-937378-32-9.
  - Karl Richter: Märkisch Oderland. Band 4. Freimut & Selbst, Berlin 2012, ISBN 978-3-937378-28-2.
  - Martin Schulze: Oder-Spree / Frankfurt (Oder). Band 5. Freimut & Selbst, Berlin 2010, ISBN 978-3-937378-31-2.